# Cerkiew Opieki Matki Boskiej w Bonarówce
Cerkiew Opieki Matki Boskiej w Bonarówce – drewniana cerkiew greckokatolicka wybudowana w pierwszej połowie XVII wieku w Bonarówce. 
Po 1947 przejęta przez kościół rzymskokatolicki. Obecnie użytkowana jako kościół filialny   parafii w Żyznowie.
Świątynia została włączona do podkarpackiego Szlaku Architektury Drewnianej.

## Historia
Sanktuarium i część ścian nawy pochodzą z XVII w. Budynek gruntownie przekształcono w 1841. W czasie wysiedleń powojennych mieszkańcy zabrali część wyposażenia ruchomego. Remont generalny świątyni przeprowadzono w latach 1993–96. W latach 1997–2004 wykonano konserwację polichromii ściennej i wyposażenia.

## Architektura i wyposażenie
Jest to budowla drewniana konstrukcji zrębowej na kamiennym podmurowaniu, orientowana, dwudzielna. Nawa połączona na słup z trójbocznie zamkniętym prezbiterium.
Wewnątrz polichromia figuralno-ornamentalna z 1898 autorstwa Pawła Bogdańskiego. Historyczne wyposażenie stanowią dwie nastawy z ikonami namiestnymi z XIX w..  

## Galeria

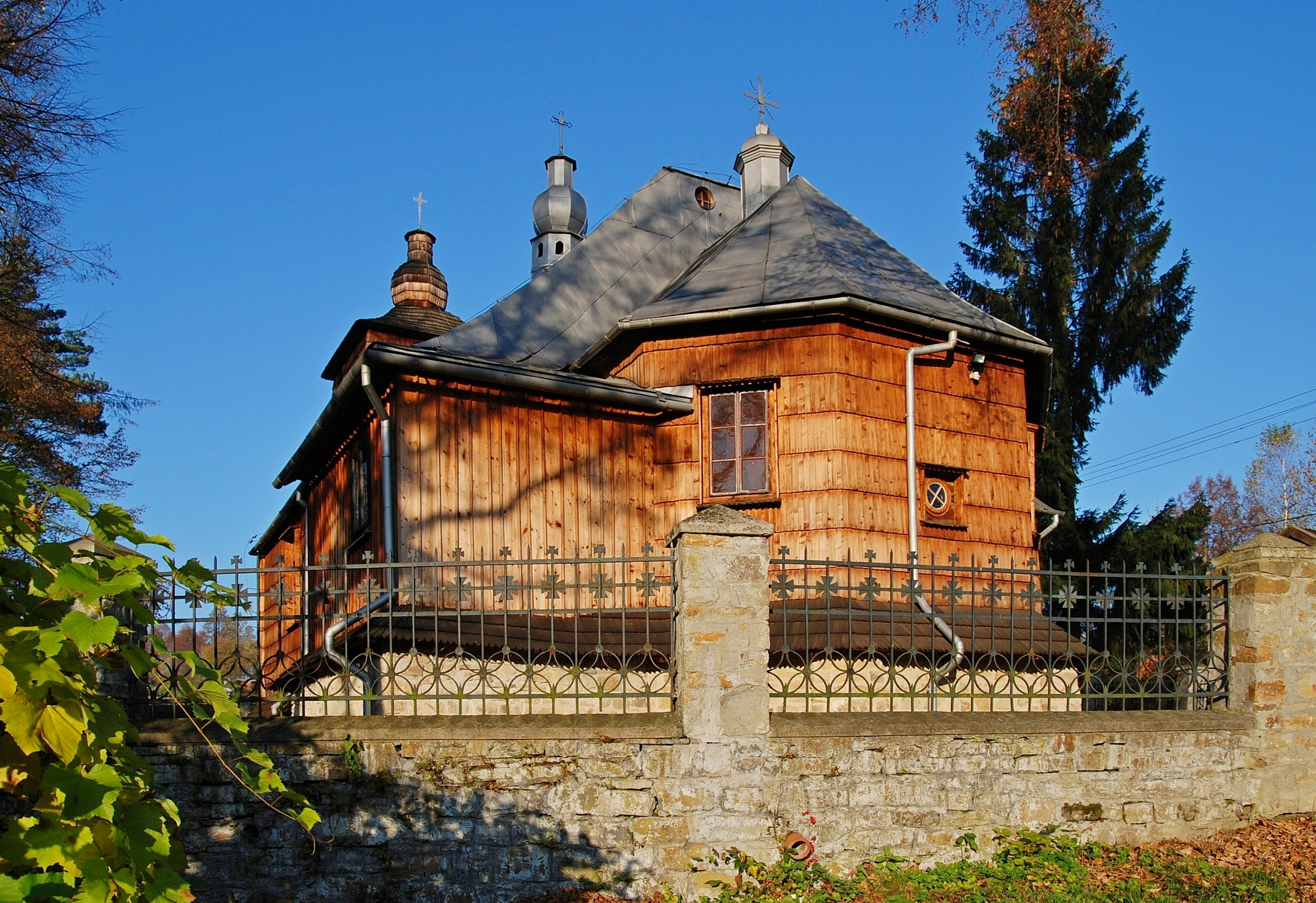
Widok od sanktuarium
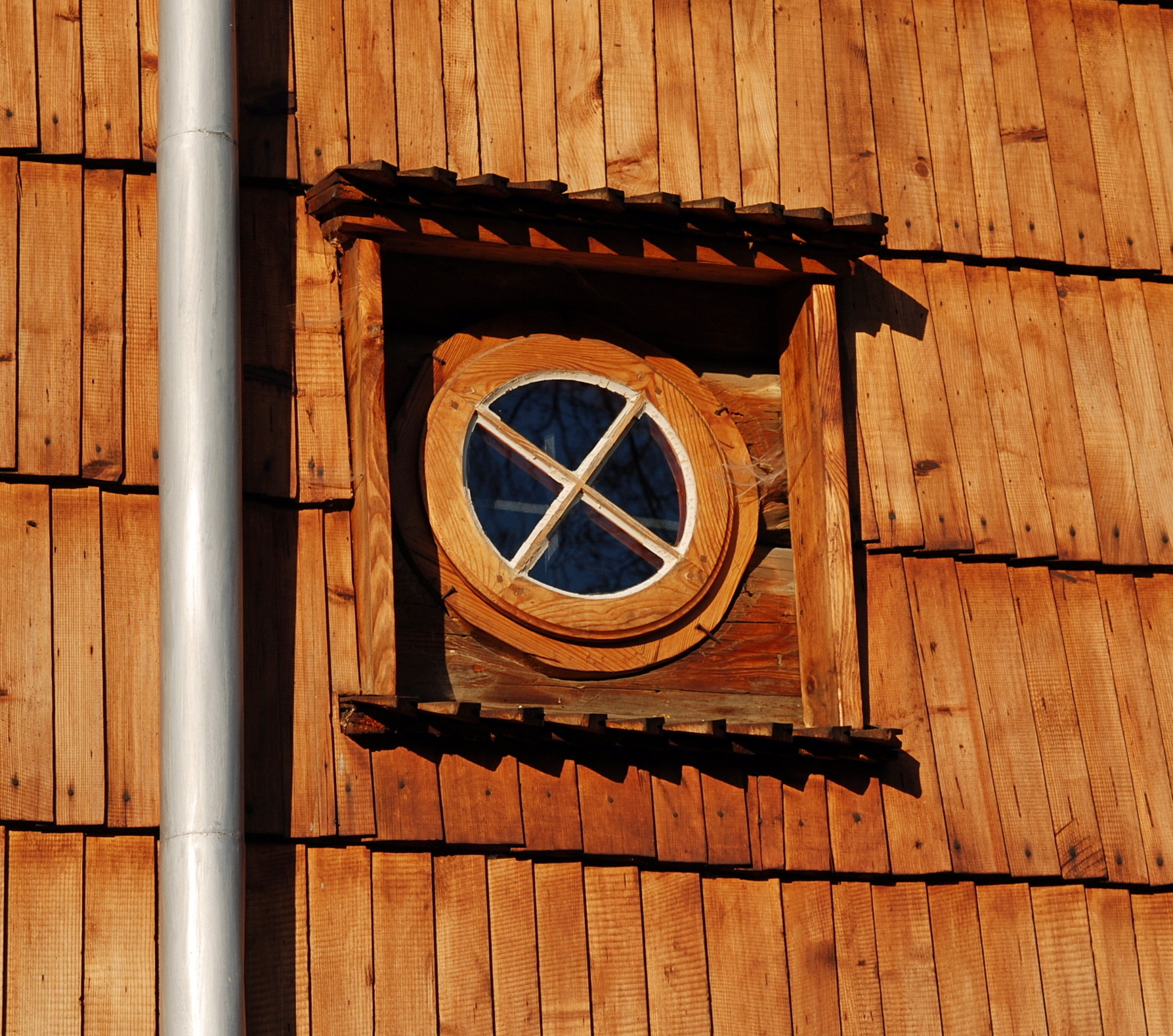
Fragment elewacji wschodniej
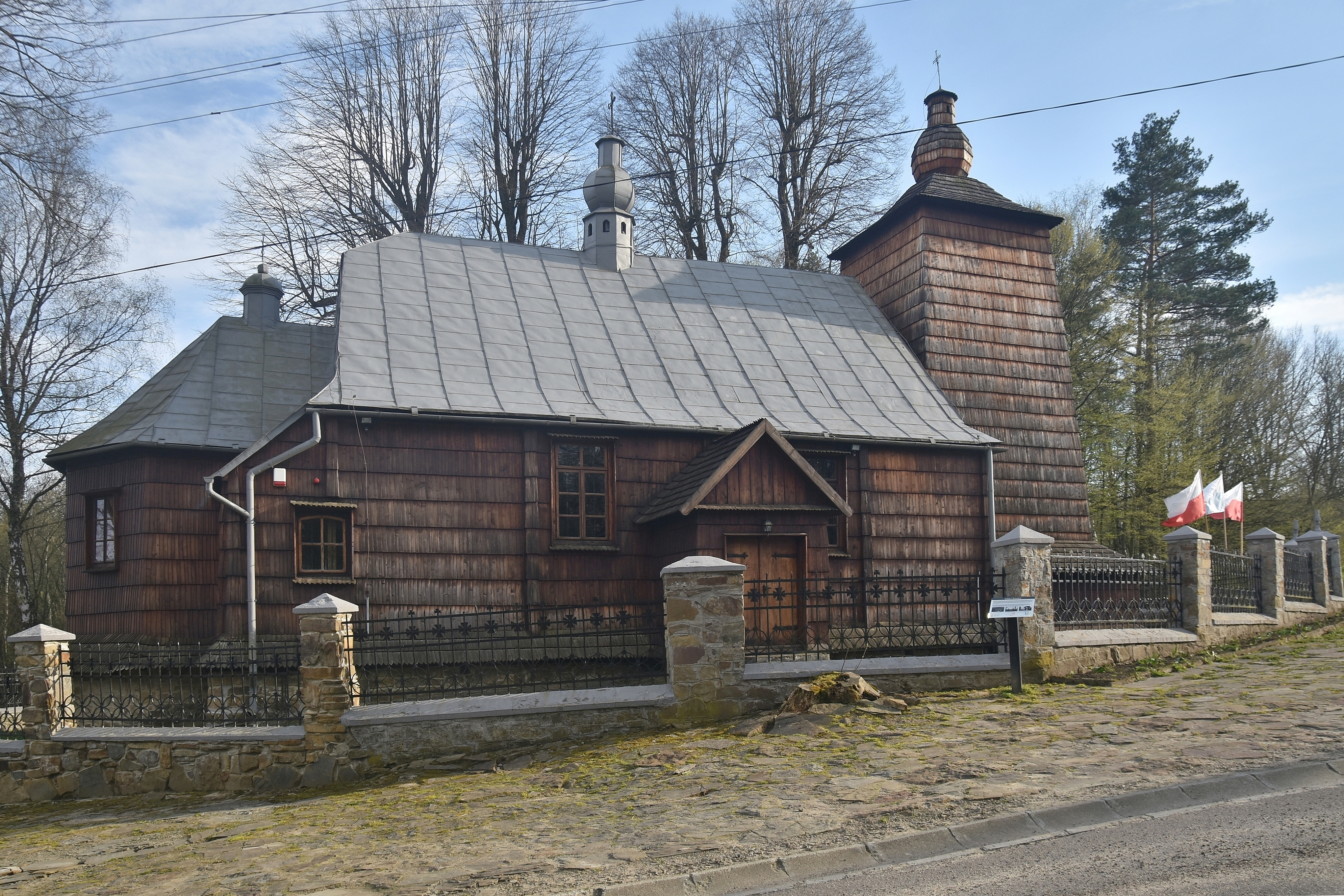
Widok od strony północnej